# ريد رامزي
ريد رامزي (بالإنجليزية: Herschel Ramsey)‏ هو لاعب كرة قدم أمريكية أمريكي، ولد في 9 أبريل 1911 في تشيلتون في الولايات المتحدة، وتوفي في 19 أبريل 1984.